# Zlatý míč 1975
Zlatý míč, cenu pro nejlepšího fotbalistu Evropy dle mezinárodního panelu sportovních novinářů, v roce 1975 získal sovětský (ukrajinský) fotbalista Oleg Blochin z Dynama Kyjev. Šlo o 20. ročník ankety, organizoval ho časopis France Football a výsledky určili sportovní publicisté z 26 zemí Evropy.

## Pořadí
| Pořadí | Jméno              | Klub                          | Země             | Body |
| ------ | ------------------ | ----------------------------- | ---------------- | ---- |
| 1      | Oleg Blochin       | Dynamo Kyjev                  | Sovětský svaz    | 122  |
| 2      | Franz Beckenbauer  | Bayern Mnichov                | Západní Německo  | 42   |
| 3      | Johan Cruijff      | Barcelona                     | Nizozemsko       | 27   |
| 4      | Berti Vogts        | Borussia Mönchengladbach      | Západní Německo  | 25   |
| 5      | Sepp Maier         | Bayern Mnichov                | Západní Německo  | 20   |
| 6      | Ruud Geels         | Ajax                          | Nizozemsko       | 18   |
| 7      | Jupp Heynckes      | Borussia Mönchengladbach      | Západní Německo  | 17   |
| 8      | Paul Breitner      | Real Madrid                   | Západní Německo  | 14   |
| 9      | Colin Todd         | Derby County                  | Anglie           | 12   |
| 10     | Dudu Georgescu     | Dinamo Bukurešť               | Rumunsko         | 11   |
| 11     | Peter Lorimer      | Leeds United                  | Skotsko          | 9    |
| 11     | Branko Oblak       | Hajduk Split Schalke 04       | Jugoslávie       | 9    |
| 11     | Pirri              | Real Madrid                   | Španělsko        | 9    |
| 14     | Ralf Edström       | PSV Eindhoven                 | Švédsko          | 6    |
| 14     | Günter Netzer      | Real Madrid                   | Západní Německo  | 6    |
| 14     | Dino Zoff          | Juventus                      | Itálie           | 6    |
| 17     | Christo Bonev      | Lokomotiv Plovdiv             | Bulharsko        | 4    |
| 17     | Josip Katalinski   | Željezničar Sarajevo OGC Nice | Jugoslávie       | 4    |
| 17     | Grzegorz Lato      | Stal Mielec                   | Polsko           | 4    |
| 17     | Gerd Müller        | Bayern Mnichov                | Západní Německo  | 4    |
| 17     | Ivo Viktor         | Dukla Praha                   | Československo   | 4    |
| 22     | Ján Pivarník       | Slovan Bratislava             | Československo   | 3    |
| 23     | Leonid Burjak      | Dynamo Kyjev                  | Sovětský svaz    | 2    |
| 23     | Jürgen Croy        | Sachsenring Zwickau           | Východní Německo | 2    |
| 23     | Johan Neeskens     | FC Barcelona                  | Nizozemsko       | 2    |
| 23     | Jean-Marc Guillou  | Angers SCO OGC Nice           | Francie          | 2    |
| 27     | João Alves         | Boavista                      | Portugalsko      | 1    |
| 27     | Dragan Džajić      | CZ Bělehrad SC Bastia         | Jugoslávie       | 1    |
| 27     | Giacinto Facchetti | Internazionale                | Itálie           | 1    |
| 27     | Don Givens         | Queens Park Rangers           | Irsko            | 1    |
| 27     | Pat Jennings       | Tottenham Hotspur             | Severní Irsko    | 1    |
| 27     | Allan Simonsen     | Borussia Mönchengladbach      | Dánsko           | 1    |